# Тильбе, Йылдыз
Йылдыз Тильбе (тур. Yıldız Tilbe, род. 16 июля 1966) — турецкая певица, одна из наиболее успешных певиц Турции. Известна своими балладами.

## Биография
Родилась в Конаке. Младшая из шести детей. В детстве родные называли её «Ядигар». Алтун, мать Йылдыз, была родом из Тунджели, отец Али — из Агры, он занимался сезонными работами.
Йылдыз училась в школе имени Мустафы Рахми Балабана. Ещё в детстве увлеклась пением. Выступала в ночных клубах, в 1991 году во время одного из выступлений познакомилась с Сезен Аксу, которая предложила Йылдыз стать её бэк-вокалисткой. Согласившись, переехала в Стамбул. Там некоторое время работала с Сезен Аксу, но со временем их пути разошлись. После этого Джем Озер предложил Йылдыз принять участие в шоу «Laf Lafı Açıyor», это сделало её знаменитой. В 1994 году Йылдыз выпустила свой первый альбом «Delikanlım», который стал в Турции настоящим хитом. Также она начала писать песни. Её песни в основном имеют романтический сюжет, посвящены таким темам, как грусть, любовь и отдаление друг от друга. Йылдыз писала песни не только для себя, но и для других исполнителей.
В 1996 году выпустила свой второй альбом «Aşkperest». В конце 1990-х выступала в ночных клубах Стамбула, Бурсы и Эскишехира. В 2001 году выпустила альбом «Gülüm», в 2002 — «Haberi Olsun». В 2003 году Йылдыз выпустила очередной альбом «Yürü Anca Gidersin», все песни которого стали в Турции хитами.

### Инциденты
В 1996 полиция обнаружила в доме Йылдыз коноплю. Певица была задержана, но через 3 дня освобождена. Для избавления от зависимости она прошла курс лечения в Греческой больнице Балыклы.
В 2004 году у Йылдыз был диагностирован рак матки, от которого она лечилась в госпитале при университете Хаджеттепе. По мнению певицы, заболевание было вызвано стрессом, который она испытывала.

### Личная жизнь
В 1984 году в возрасте 18 лет вышла замуж за Гюнгёра Карахана. Через пять лет они развелись. От этого брака у Йылдыз осталась дочь Сезен Бурчин.
Известно, что турецкий певец Азер Бюльбюль предлагал Йылдыз стать его женой, но она отказалась.